# Alessandro Varotari

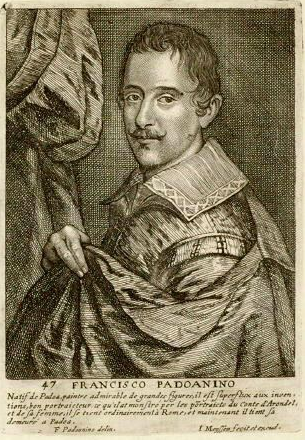
Alessandro Varotari im Het Gulden Cabinet von Cornelis de Bie

Alessandro Varotari, genannt Il Padovanino (* 4. April 1588 in Padua; † 20. Juli 1649 in Venedig), war ein italienischer Maler des Manierismus und frühen venezianischen Barock.

## Leben

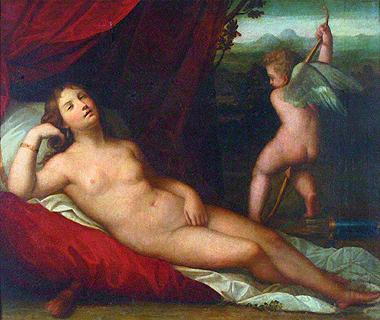
Ruhende Venus mit Amor von Alessandro Varotari

Alessandro Varotari wurde in Padua geboren, worauf auch sein späterer Künstlername Padovanino beruht. Er war der Sohn von Dario Varotari dem Älteren, einem dort ansässigen Maler, Bildhauer und Architekten (1539–1596) sowie Samaritana, der Tochter von Giovan Battista Ponchino. Die Familie hatte deutsche Ursprünge.
1614 zog Varotari mit seiner Schwester Chiara nach Venedig, wo sich die Geschwister als Maler betätigten und beide bis zu ihrem Tod lebte. In seinen frühen Werken – wie beispielsweise Die Ungläubigkeit des St. Thomas (1610; Padua, Santa Lucia) – spiegelt sich sehr stark der künstlerische Einfluss von Tizian wider. Manche Bilder aus dieser Zeit sind geradezu Reproduktionen des Meisters. Aber mit zunehmender Erfahrung gewannen auch Alessandro Varotaris eigenständige Arbeiten stark an Bedeutung.
Varotari besuchte mindestens zweimal Rom (ca. 1610 und 1625), wo er die Werke von Michelangelo und Annibale Carracci studierte. Er erhielt dort Aufträge, die Werke bedeutender Künstler der Renaissance zu kopieren und verdiente so seinen Lebensunterhalt.
Bekannte Schüler von Varotari waren unter anderem Pietro Liberi, Giulio Carpioni und Bartolommeo Scaligero.
Werke von Varotari befinden sich unter anderem in den Sammlungen der Berliner Gemäldegalerie, der Barockgalerie im Residenzschloss Ludwigsburg und des Landesmuseums Oldenburg.